# Andrusovsko premirje
Andrusovsko premirje (poljsko Rozejm w Andruszowie, rusko Андрусовское перемирие, Andrusovskoje peremirje), znano tudi kot Andrusovski sporazum, je bil sporazum o trinajst in pol letnem premirju, podpisan leta 1667 med Ruskim carstvom in poljsko-litovske Republiko obeh narodov. S premirjem se je končala rusko-poljska vojna za ozemlje sedanje Belorusije in Ukrajine, ki se je začela leta 1654.
Premirje je 30. januarja/9. februarja za Rusko carstvo podpisal Afanasij Ordin-Našhokin, za Poljsko-Litvo pa Jerzy Chlebowicz v vasi Andrusovo nedaleč od Smolenska. Prisotnost predstavnikov Kozaškega hetmanata na pogajanjih ni bila dovoljena.

## Določila sporazuma
Poljsko-litovska republika in Rusko carstvo sta se dogovorila za naslednje mirovne pogoje:
- Premirje je bilo sklenjeno za 13,5 let; v tem času sta bili obe strani dolžni pripraviti pogoje za sklenitev večnega miru.
- Ruska stran je dobila Levobrežno Ukrajino, Siever in Smolensk.
- Poljsko-litovska stran je dobila Desnobrežno Ukrajino in tisti del Belorusije, ki ga je okupirala Rusija z mesti Vitebsk,  Polock in Daugavpilsk.
- Mesto Kijev je dobila za dve leti pod določenimi pogoji Rusija,  čeprav je na desnem bregu Dnepra. Začasna oblast je leta 1686 za plačilo 146.000 rubljev postala stalna.
- Zaporožje je bilo razglašeno za kondominij obeh strani.
- Obe strani sta sklenili zavezništvo v obrambi proti Osmanskemu cesarstvu.
- Podeljena je bila pravica za svobodno trgovanje.
- Rusija je plačala Poljski-Litvi kompenzacijo za ozemlje Levobrežne Ukrajine v višini 1.000.000 zlotov.

## Posledice
Prenos Kijeva na Rusko carstvo je imel daljnosežne posledice. Kijev, ki je pred sklenitvijo Lublinske unije leta 1569 spadal v  grško-pravoslavni del  Velike litovske kneževine in zatem v Poljsko kraljestvo, je bil sedež pravoslavnega metropolita, ki je kljub temu, da je bil po sklenitvi unije leta 1596 uradno podrejen rimskemu papežu, ohranil oblast nad pravoslavnim prebivalstvom na poljsko-litovskih vzhodnih ozemljih.  Pred Andrusovskim premirjem je  bil Kijev pravoslavna protiutež Moskovskemu patriarhatu, ustanovljenemu leta 1589, odkar je metropolit Petro Mohila ustanovil Mohilovo akademijo in odprl pravoslavje  zahodnemu vplivu. Prehod Kijeva v Rusijo se je zgodil le nekaj dni po tem, ko je patriarh Nikon, ki je reformiral obrede znotraj Moskovskega patriarhata, prevzel prednost pred svojim nasprotnikom Avakumom, kar je povzročilo razkol (shizmo) med ruskimi reformiranimi pravoslavci in staroverci.
Kijev je zdaj ruskemu patriarhu preskrbel akademijo, na katero je Nikon računal že v svojih reformah.  Mohilova ponudba, da ustanovi akademijo v Moskvi, je bila pred tem zavrnjena. Nikon je predlagal, da bi rusko simfonijo (tradicionalno ravnovesje cerkvene in posvetne moči) nadomestil z bolj teokratskim modelom. Predlog je bil po njegovih uspehih prepovedan, kar je razmerje moči premaknilo na stran ruskih carjev Romanovih, ki so vladali Rusiji od konca velike smute (1613).  Moskva je preko Kijeva dobila večji vpliv na pravoslavno prebivalstvo na Poljskem in v Litvi. "Zaščita" pravoslavnega prebivalstva je tako postala bodoči argument ali izgovor za vmešavanje Romanovih v poljsko-litovske notranje zadeve.

## Pogledi
V Ukrajini se na Andrusovsko premirje pogosto gleda kot na zavestno delitev Kozaškega hetmanata med močni sosednji državi.
S poljskega stališča je premirje veljalo za ogromno napako, ki je spremenila ravnovesje moči v regiji in Poljsko kot prevladujočo državo nadomestila z nastajajočim Ruskim cesarstvom.

## Vira
- Галактионов И. В., Чистякова Е. В. А. Л. Ордин-Нащокин: Русский дипломат XVII в. — М.: Соцэкгиз, 1961 (1962). — С. 78—104. — 136 с. — (Выдающиеся дипломаты нашей Родины). — 20 000 экз.
- Малов А. В. Русско-польская война 1654—1667 гг. — М.: Цейхгауз, 2006. — ISBN 5-94038-111-1.